# Emmy
Emmy (tudi nagrada Emmy) je ameriška nagrada za odličnost v televizijski produkciji, ki velja za televizijski ekvivalent oskarja (za film), grammyja (za glasbo) in tonyja (za gledališče).
Podeljujejo jih za različna področja televizijske industrije, vključujoč področje zabavnih oddaj, informativnih in dokumentarnih oddaj in športnih oddaj. Tako jih podeljujejo čez vse leto.
Najbolj znani podelitvi sta Primetime Emmy Awards, kjer nagrajujejo odličnost pri ameriških primetime (tistih, ki so v najbolj gledanem, tj. večernem terminu) televizijskih oddajah, serijah itn.(izključujoč šport), in Daytime Emmy Awards, kjer nagrajujejo odličnost pri ameriških dnevnih oddajah, serijah itn.

## Seznam dobitnikov primetime emmyja
- Glavni članek Seznam dobitnikov primetime emmyja

## Vodilni nominiranci - primetime nagrade
Največ emmyjevih nominacij za posameznika
- Jac Venza: 57 nominacij

Največ emmyjevih nominacij za televizijsko serijo
- Urgenca: 124 nominacij
- Na zdravje: 117 nominacij

Največ emmyjevih nominacij za komično serijo v posameznem letu
- 30 Rock (2009): 22 nominacij

Največ emmyjevih nominacij za dramsko serijo v posameznem letu
- Newyorška policija (1994): 27 nominacij

Največ emmyjevih nominacij za animirano serijo v posameznem letu
- Simpsonovi (1992): 7 nominacij

Največ emmyjevih nominacij za miniserijo
- Roots (1977): 37 nominacij

Največ emmyjevih nominacij za televizijski film
- Eleanor and Franklin (1976),  Eleanor and Franklin: The White House Years (1977)  in Grey Gardens (2009): 17 nominacij

Največ emmyjevih nominacij za varietejsko serijo v posameznem letu
- Motown Returns To The Apollo (1985): 11 nominacij

Največ emmyjevih nominacij za posameznika, ki nagrade ni osvojil
- Angela Lansbury (1983-2005): 18 nominacij

## Vodilni dobitniki - primetime nagrade
Največ emmyjev za posameznika
- James L. Brooks: 20
- Edward J. Greene: 19
- Dwight Hemion: 18

Največ emmyjev za televizijsko serijo
- Frasier: 37

Največ emmyjev v kategoriji komična serija
- Frasier: 5

Največ emmyjev v kategoriji dramska serija
- Hill Street Blues: 4
- L.A. Law: 4
- Zahodno krilo: 4

Največ emmyjev za animirano serijo
- Simpsonovi: 24

Največ emmyjev za miniserijo
- John Adams (2008): 13

Največ emmyjev za televizijski film
- Eleanor and Franklin (1976): 11

Največ emmyjev v posameznem letu za TV-mrežo
- CBS (1974): 44

Največ emmyjev za igro
- Cloris Leachman: 8

Največ emmyjev za isti lik v isti seriji
- Don Knotts iz serijeThe Andy Griffith Show: 5
- Candice Bergen iz serije Murphy Brown: 5

Največ emmyjev za isti lik v različni seriji
- Ed Asner iz serij The Mary Tyler Moore Show in Lou Grant: 5